# Noémie Lamon
Pour les articles homonymes, voir Lamon.
Noémie Lamon est une éthologue suisse, docteure en biologie de l'université de Neuchâtel. Elle est connue pour son travail sur les chimpanzés de l'Ouganda, montrant que ceux-ci sont capables d’améliorer eux-mêmes leurs outils.

## Biographie
Enfant, Noémie Lamon est fascinée par la nature et collectionne fleurs, insectes, coquilles, cailloux. Elle obtient un bachelor en biologie puis, en 2008, un master en biologie des parasites et écoéthologie,. Pour son travail de recherche, elle choisit l'étude du comportement social des singes Vervet de la province du Mpumalanga en Afrique du Sud. Alors qu'il est communément admis que les singes apprennent en prenant pour modèle les femelles dominantes du groupe, elle découvre qu'ils peuvent également apprendre des gestes en copiant des humains.
À la recherche d'un terrain-pilote pour son doctorat, elle est envoyée par l'institut Max Planck étudier, six mois durant, le comportement des bonobos au Congo. Le projet est toutefois abandonné en raison de la déficience du matériel d'étude fabriqué pour l'occasion (une boîte à faire manipuler par les singes) et de l'insuffisance des sources d'alimentation,.
Après cet échec, elle passe une année dans la réserve nationale du Masai Mara au Kenya comme assistante d'une spécialiste américaine des hyènes tachetées,.
En 2012, le laboratoire de cognition comparée de l'université de Neuchâtel cherche quelqu'un pour étudier le comportement culturel des chimpanzés sauvages en Ouganda, pays voisin du Kenya, au sein du Dudongo Conservaton Field Station, un institut de recherche où œuvrent une trentaine de personnes. « Sautant sur l'occasion », ainsi qu'elle le déclare, Noémie Lamon étudie pendant trois ans, dont dix-huit mois de terrain, l'emploi d'outils par 37 membres, âgés de 5 mois à plus de 50 ans, d'une communauté de chimpanzés,,.
En 2015, en collaboration avec Sabrina Krief, Camille Daujeard, Marie-Hélène Moncel et Vernon Reynolds, elle publie, dans la revue anglophone Antiquity, un article essayant de comprendre la composition du tartre sur les dents de Néandertaliens en étudiant le régime alimentaire des chimpanzés sauvages sur plusieurs sites éloignés les uns des autres.
À l'issue de ses recherches, elle soutient en septembre 2017 sa thèse de doctorat en biologie au laboratoire de cognition comparée de l'université de Neuchâtel : Manipulation d’objets et utilisation d’outils dans une communauté de chimpanzés sauvages en Ouganda,,,,,,. En 2018, elle co-publie Development of object manipulation in wild chimpanzees et déclare à ce sujet : « La maman est donc un modèle non seulement pour la maîtrise d’outils, mais aussi lors d’activités purement ludiques. », « Nous avons noté toutes les manipulations d’objets, comprenant le jeu, mais aussi l’utilisation d’outils. », « Les petits ne seraient donc pas influencés par ce que font les autres membres du groupe, qui passent pourtant aussi beaucoup de temps à proximité. ».

## Publications
- (en) Noémie Lamon et Klaus Zuberbühler, « Object Manipulation and Tool Use in Wild Chimpanzees of the Budongo Forest, Uganda », Folia Primatologica, vol. 86, no 4,‎ 2015, p. 310-310.
- (en) Brittany Fallon, Anne Marijke Schel, Noemie Lamon et Caroline Mullins, « Mineral Acquisition from Clay by Budongo Forest Chimpanzees », PLOS ONE, vol. 10, no 7,‎ 28 juillet 2015 (ISSN 1932-6203, PMID 26218593, PMCID PMC4517816, DOI 10.1371/journal.pone.0134075, lire en ligne).
- (en) Noémie Lamon, Christof Neumann, Thibaud Gruber et Klaus Zuberbühler, « Kin-based cultural transmission of tool use in wild chimpanzees », Science Advances, vol. 3, no 4,‎ 26 avril 2017 (DOI 10.1126/sciadv.1602750, lire en ligne).
- (en) Vernon Reynolds, Noemie Lamon, Marie-Hélène Moncel, Camille Daujeard et Sabrina Krief, « Flavouring food: the contribution of chimpanzee behaviour to the understanding of Neanderthal calculus composition and plant use in Neanderthal diets », Antiquity, vol. 89, no 344,‎ avril 2015, p. 464–471 (ISSN 0003-598X et 1745-1744, DOI 10.15184/aqy.2014.7, lire en ligne).
- (en) Noémie Lamon, Christof Neumann, J. Gier, Klaus Zuberbühler et T. Gruber, « Wild chimpanzees select tool material based on efficiency and knowledge », Proceedings of the Royal Society: Biological Sciences, vol. 285, no 1888,‎ 2018 (DOI 10.1098/rspb.2018.1715).
- (en) Noémie Lamon, Christof Neumann et Klaus Zuberbühler, « Development of object manipulation in wild chimpanzees », Animal Behaviour, vol. 135,‎ janvier 2018, p. 121-130 (DOI 10.1016/j.anbehav.2017.11.003).